# Episodi di Law & Order: UK (prima stagione)
La prima stagione della serie televisiva Law & Order: UK è stata trasmessa sul canale inglese ITV dal 23 febbraio al 6 aprile 2009.
In Italia, la stagione è stata trasmessa in anteprima assoluta dal canale satellitare Fox Crime a partire dal 5 maggio 2010.
| nº | Titolo originale | Titolo italiano    | Prima TV UK      | Prima TV Italia |
| -- | ---------------- | ------------------ | ---------------- | --------------- |
| 1  | Care             | Cure               | 23 febbraio 2009 | 5 maggio 2010   |
| 2  | Unloved          | Non amato          | 2 marzo 2009     | 5 maggio 2010   |
| 3  | Vice             | Una famiglia unita | 9 marzo 2009     | 12 maggio 2010  |
| 4  | Unsafe           | Dubbi              | 16 marzo 2009    | 12 maggio 2010  |
| 5  | Buried           | Sepolto            | 23 marzo 2009    | 19 maggio 2010  |
| 6  | Paradise         | Paradiso           | 30 marzo 2009    | 19 maggio 2010  |
| 7  | Alesha           | Alesha             | 6 aprile 2009    | 26 maggio 2010  |

## Cure
- Titolo originale: Care
- Diretto da: Omar Madha
- Scritto da: Chris Chibnall (sceneggiatura)

### Trama
I detective senior Ronnie Brooks e Matt Devlin vengono incaricati di indagare sulla morte di un bambino di nove mesi, trovato morto all'interno di una borsa sportiva nel parcheggio dell'ospedale. Il primo ovvio sospettato è la madre del bambino, Dionne Farrah, ma scoprono che aveva lasciato il bambino a casa da solo in attesa dell'arrivo della babysitter, perché temeva di essere licenziata se fosse arrivata in ritardo al lavoro. Alla babysitter è stato rifiutato l'ingresso nell'edificio e il bambino è morto per avvelenamento da monossido di carbonio, causato da un sistema di riscaldamento centralizzato difettoso proveniente dalla stufa a gas del suo appartamento.
Un altro inquilino, Mike Turner, era stato corrotto dalla padrona di casa, Maureen Walters, per convincere gli occupanti ad andarsene in modo che potesse ristrutturare l'edificio, aumentarne il valore e usare l'aumento di valore come mezzo per ottenere un affitto più alto. Turner è accusato di aver manomesso l'impianto di riscaldamento allo scopo di sbarazzarsi degli inquilini che si rifiutavano di lasciare le loro case e di aver ucciso il bambino. Tuttavia, il caso viene dichiarato nullo quando si sostiene che la testimonianza del custode francese dell'edificio è stata tradotta in modo errato. Tuttavia, il processo riprende quando la squadra scopre che la signora Walters ha corrotto anche gli ispettori della salute ambientale e Steel convince Turner a testimoniare contro di lei. Steel tenta di perseguire la signora Walters per negligenza grave e corruzione di pubblici ufficiali.
- Guest star: Venetia Campbell (Dionne Farrah), Tony Maudsley (Mike Turner), Lorraine Ashbourne (Maureen Walters).

- La sceneggiatura di questo episodio si basa su Deliberata negligenza (episodio 2x18 di Law & Order - I due volti della giustizia), scritto da Robert Nathan e Sally Nemeth.

## Non amato
- Titolo originale: Unloved
- Diretto da: Andy Goddard
- Scritto da: Terry Cafolla (sceneggiatura)

### Trama
Quando un ragazzo di 13 anni viene trovato ucciso a calci alla stazione di Euston, gli investigatori devono prima identificarlo. La loro ipotesi iniziale è che sia un fuggitivo, ma l'autopsia rivela che era ben nutrito e in buona salute. L'ispettore Chandler tiene una conferenza stampa che porta a identificare la vittima come Danny Jackson che era in affidamento poiché sua madre, Mandy, è un'ex tossicodipendente e si trova attualmente in una struttura di riabilitazione. Recentemente Mandy ha lasciato il suo fidanzato, Stevie Agnew, che è già sospettato di abusi fisici nei confronti della vittima, ma l'uomo nega di aver toccato il bambino e afferma di non averlo visto da quando ha lasciato sua madre. Brooks e Devlin vengono colpiti emotivamente dal caso che sembra coinvolgere abusi su minori e violenza di gruppo. La pista porta all'arresto di un altro ragazzo, Jono Blake, anche lui ospitato nella stessa casa-famiglia di Danny. 
Steel e Phillips affrontano una "vecchia fiamma" del passato di Steel, l'avvocato difensore Beatrice McArdle, che tenta una bizzarra e audace linea di difesa della predisposizione genetica alla violenza: l'ipotesi che i geni potrebbero essere responsabili del comportamento aggressivo. Ciò potrebbe sconvolgere l'intero sistema legale britannico poiché altri imputati potrebbero affermare che i geni significano che non sono responsabili delle loro azioni.
- Guest star: Nicola Stephenson (Mandy Jackson), Neal Barry (Stevie Agnew), Richard Wisker (Jono Blake), Dervla Kirwan (Beatrice McArdle).

- La sceneggiatura di questo episodio si basa su Una questione di cromosomi (episodio 4x09 di Law & Order - I due volti della giustizia), scritto da Michael S. Chernuchin e Sally Nemeth.

## Una famiglia unita
- Titolo originale: Vice
- Diretto da: Omar Madha
- Scritto da: Chris Chibnall (sceneggiatura)

### Trama
Quando il corpo di un ex agente di polizia viene trovato sul sedile posteriore della sua macchina a Paddington, si scopre che l'uomo è stato apparentemente ucciso dopo un rapporto di sesso orale. Fanno risalire i suoi movimenti a una giovane prostituta che ha il portafoglio della vittima nella borsa, ma la scientifica la elimina come sospettata. Sebbene sposato con una moglie adorante, all'ex agente piaceva guardare le altre donne e, secondo il capo della vittima, i soldi dell'azienda di paintball per la quale lavorava non erano contabilizzati. Mentre esaminano il passato del loro ex collega, Brooks e Devlin rintracciano la sua carta di credito aziendale in un negozio di abbigliamento per bambini a Barnes gestito da due amiche, Emma Sandbrook e Kate Barton, scoprendo che il negozio è una copertura per un servizio di escort e che le due donne lavorano come prostitute di alto livello per pagare le tasse scolastiche dei loro figli. I poliziotti accusano le donne di omicidio e determinano il motivo per cui una di loro ha ucciso l'uomo. Il rossetto unico e costoso di Emma viene identificato tra le prove forensi nel retro dell'auto. Il suo "formidabile avvocato difensore", Phyllis Gladstone, sostiene che l'ex agente stava ricattando Emma per avere sesso gratuito e l'ha attaccata quando lei ha cercato di scendere dall'auto. Successivamente ha cercato di costringerla a fare sesso e lei lo ha ucciso per legittima difesa. Steel e Alesha non sono convinti e si preparano a combattere contro Gladstone.
- Guest star: Sean Pertwee (Josh Pritchard), Juliet Aubrey (Emma Sandbrook), Deborah Cornelius (Kate Barton), Lesley Manville (Phyllis Gladstone).

- La sceneggiatura di questo episodio si basa su La mamma squillo (episodio 7x14 di Law & Order - I due volti della giustizia), scritto da Jeremy R. Littman e I.C. Rapoport.

## Dubbi
- Titolo originale: Unsafe
- Diretto da: Andy Goddard
- Scritto da: Chris Chibnall (sceneggiatura)

### Trama
Quando un cacciatore di tesori con un metal detector scopre uno scheletro vecchio di nove anni in una tomba poco profonda accanto alle distese fangose del Tamigi, Brooks e Devlin sono costretti a riaprire un controverso caso di omicidio quando identificano i resti come quelli di David Ackroyd, un uomo scomparso nel 1999. Il suo presunto assassino e socio in affari, Luke Slade, alla fine fu condannato per l'omicidio, anche se non fu trovato alcun cadavere, e un testimone inaffidabile affermò che Slade gli aveva detto che aveva ucciso la vittima tagliandogli la gola, ma il medico legale ritiene che gli abbiano sparato alla testa. Di conseguenza, sembrerebbe che Slade sia vittima di un errore giudiziario. 
Steel, tuttavia, è tutt'altro che convinto e, quando Slade si rappresenta in tribunale, la questione non è tanto il processo quanto la vendetta tra i due uomini. Slade presto presenta un atto per annullare la sua condanna e i pubblici ministeri della Corona apprendono che Slade rappresenterà se stesso in appello. Mentre era in prigione, Slade è diventato un esperto in legge e ora che ha ottenuto un nuovo processo può rovinare la carriera di James Steel e vendicarsi di quando Steel, al suo primo caso come pubblico ministero, era riuscito a farlo dichiarare colpevole. Steel e la polizia devono lavorare su un caso completamente nuovo contro Slade; Steel si ritrova presto accusato di cattiva condotta nella ricerca di prove contro Slade nella causa precedente, ma fortunatamente per Steel, una visita al vecchio compagno di cella di Slade dà dei risultati.
- Guest star: Iain Glen (Luke Slade).
- La sceneggiatura dell'episodio si basa su Sogno americano (episodio 4x08 di Law & Order - I due volti della giustizia), scritto da Sibyl Gardner.

## Sepolto
- Titolo originale: Buried
- Diretto da: Mark Everest
- Scritto da: Catherine Tregenna (sceneggiatura)

### Trama
Quando i resti di un bambino vengono scoperti in un muro da una squadra di costruzione, viene chiamata la polizia. I resti vengono successivamente identificati come Thomas "Tommy" Keegan, scomparso nel 1983 all'età di otto anni, quindi il suo corpo è stato ritrovato 25 anni dopo la sua scomparsa. Il ragazzo ha avuto il cranio schiacciato con un oggetto contundente e il suo corpo è stato murato all'interno dell'intercapedine di un edificio. 
I detective Brooks e Devlin incontrano il poliziotto in pensione incaricato dell'indagine originale e lui è convinto che il colpevole sia Edward Connor, un vicino e sospetto pedofilo, arrestato a suo tempo, ma in seguito rilasciato per mancanza di prove dalla polizia, dato che questa non era riuscita a farlo confessare. I detective incontrano anche Julia Mortimer, un'amica d'infanzia di Tommy che giocava con lui da piccola. Lei dice alla polizia di aver visto Tommy il giorno prima che morisse, ma notano un'anomalia nella sua dichiarazione e le chiedono di sottoporsi alla terapia EMDR, nota anche come ipnosi regressiva, per vedere se riescono a recuperare eventuali ricordi aggiuntivi, poiché credono che stia sopprimendo inconsciamente i suoi ricordi degli eventi di quel tempo. Durante la sua seduta di ipnosi, Julia accusa il suo padre assente Vernon non solo di essere l'assassino, ma anche di essere un pedofilo e di aver molestato anche lei da piccola. Ciò porta a una storia di abusi sessuali e abusi di fiducia e spetta a Steel convincere l'uomo ad ammetterlo sul banco dei testimoni, ma il processo in tribunale porta a scambi di rabbia tra Julia e suo padre. Tuttavia, Steel scopre presto che l'intero caso si basa su un testimone molto turbato e potenzialmente inaffidabile.
- Guest star: Anthony Higgins (Edward Connor), Holly Aird (Julia Mortimer), Keith Barron (Vernon Mortimer).
- La sceneggiatura di questo episodio si basa su Trent'anni dopo (episodio 2x07 di Law & Order - I due volti della giustizia), scritto da David Black, Robert Nathan (accreditato come Robert Stuart Nathan) e Siobhan Byrne O'Connor (accreditato come Siobhan Byrne).

## Paradiso
- Titolo originale: Paradise
- Diretto da: Tristram Powell
- Scritto da: Chris Chibnall (sceneggiatura)

### Trama
Quando un incendio doloso in un club turco provoca la morte di 17 persone, tutti immigrati clandestini privi di documenti, Brooks e Devlin sono sotto pressione per scoprire chi c'era dietro. Utilizzando le telecamere a circuito chiuso, riescono a rintracciare un sospetto in un vicino ospedale e quello che inizialmente era stato pensato come un attacco razzista si rivela presto molto più complicato. L'autore del reato, Nazim Kazaba, viene catturato perché parte del dispositivo che ha usato è esploso nell'esplosione e qualcosa si è conficcato nella sua gamba, ma rifiuta le cure. Il tentativo di Steel di costringere l'uomo a farsi medicare non ha successo, quindi la polizia aspetta solo che la ferita marcisca e, con le prove finalmente in mano, lo accusa di omicidio. L'imputato decide di concludere un accordo e le sue informazioni li portano a Ediz Kilic, uno dei membri più importanti della comunità turca di Londra che è anche un contrabbandiere di esseri umani: Kazaba sostiene che Kilic lo ha costretto a mettere a tacere i frequentatori del club, poiché questi volevano rendere di pubblico dominio le attività illecite del contrabbandiere. I pubblici ministeri faticano a costruire un caso mentre emerge un conflitto tra giustizia, relazioni comunitarie e armonia razziale. Steel mette a repentaglio la sua amicizia con un compagno di scuola turco, che si risente di essere sospettato, per ottenere informazioni e arrestare Kilic.
- Guest star: Nabil Elouahabi (Nazim Kazaba), Ken Bones (Ediz Kilic).
- La sceneggiatura di questo episodio si basa su Incendio a New York (episodio 2x10 di Law & Order - I due volti della giustizia), scritto da Nancy Miller e Robert Palm.

## Alesha
- Titolo originale: Alesha
- Diretto da: Mark Everest
- Scritto da: Catherine Tregenna (sceneggiatura)

### Trama
Quando una donna denuncia alla polizia il suo ginecologo, il dottor Alec Merrick, per averla toccata in modo inappropriato durante una visita medica di routine, accusa il rispettato medico di violenza sessuale. Brooks, Devlin e Chandler faticano a trovare prove concrete su cui indagare e la squadra si divide, ma non riesce a trovare nessuna ex paziente che possa aver fatto affermazioni simili. Tuttavia scoprono che il medico è andato a letto con alcune pazienti, anche se nessuna lo accusa di cattiva condotta, rendendo impossibile un arresto a causa delle affermazioni contrastanti delle clienti precedenti. Dopo aver appreso che non hanno prove sufficienti per procedere, la donna ricorre a mezzi disperati per ottenere giustizia solo per peggiorare le cose. Tornando per un esame di controllo, Merrick la droga e la violenta, cosa che lei registra su una telecamera spia. Steel si scontra con la formidabile avvocatessa Phyllis Gladstone, che al processo sostiene che il suo cliente è stato incastrato. Quando Merrick afferma che il sesso è stato consensuale e che l'apparente stupro era in realtà un gioco di ruolo concordato da entrambi, Steel si trova sotto pressione per ottenere una condanna.
- Guest star: Derek Riddell (Dottor Alec Merrick), Lesley Manville (Phyllis Gladstone).
- La sceneggiatura di questo episodio si basa su Senza aiuto (episodio 3x06 di Law & Order - I due volti della giustizia), scritto da Michael S. Chernuchin e Christine Roum.